# Al-Fadschr (Sure)
Al-Fadschr (arabisch الفجر al-Fadschr ‚Die Morgenröte‘) ist die 89. Sure des Korans, sie enthält 30 Verse. Die Sure gehört zu den frühen Teilen des Korans, die in Mekka offenbart wurden (610–615). Ihr Titel bezieht sich auf den ersten Vers.
Inhaltlich lässt sich die Sure in zwei etwa gleich lange Teile aufteilen. Der erste Teil, bis Vers 14, erinnert nach einigen einleitenden Schwüren an das Schicksal der ungläubigen Völker: ʿĀd, Thamud und das Volk des Pharao. Im Zusammenhang mit den ʿĀd wird in Vers 6–8 die versunkene Stadt Iram erwähnt. Der zweite Teil ab Vers 14 wirft den Mekkanern vor, sie würden die Schwachen missachten, und droht ihnen mit der Hölle als Strafe Gottes, bevor in den abschließenden vier Versen die „Seele, die Ruhe gefunden hat“ (an-nafs al-muṭmaʾinna) angesprochen wird.